# جيم جراندولم
جيم جراندولم (بالإنجليزية: Jim Grandholm)‏ مواليد 4 أكتوبر 1960 في إلخارت، هو لاعب كرة سلة أمريكي معتزل. بدأ مسيرته الاحترافية في سنة 1985. تم اختياره من قبل فريق واشنطن ويزاردز خلال الدرافت. حمل الرقم 50. يبلغ طوله 7 قدم 0 بوصة (2.1 م). اعتزل اللعب في 1992. لعب مع دالاس مافيريكس وجاي دي أيه ديجون.

## روابط خارجية
- جيم جراندولم على موقع إن بي أي (الإنجليزية)
- جيم جراندولم على موقع سبورتس رفرنس (الإنجليزية)
- جيم جراندولم على موقع كلية كرة السلة في سبورتس رفرنس.كوم (الإنجليزية)
- جيم جراندولم على موقع ريلجم (الإنجليزية)
- جيم جراندولم على موقع بروبوليرز (الإنجليزية)